# Shirase Nobu
Shirase Nobu (1861 – 1946) è stato un esploratore giapponese.
Guidò la prima spedizione antartica giapponese tra il 1910 e il 1912, a bordo della nave Kainan Maru.
In suo onore, in Antartide sono state nominate la costa di Shirase, un tratto di costa della piattaforma di Ross, e il ghiacciaio Shirase.